# جاناتان ویلسون
جاناتان ویلسون (انگلیسی: Jonathan Wilson؛ متولد ۹ جولای ۱۹۷۶؛ ساندرلند، انگلیس)، نویسنده و روزنامه نگار ورزشی که با نشریات بسیاری همچون گاردین همکاری دارد. او تاکنون ۱۲ کتاب نوشته‌است که از آن میان، کتاب واژگونی هرم: تاریخ تاکتیک های فوتبال در سال ۲۰۰۹ به عنوان کتاب سال فوتبال بریتانیا نامگذاری شده‌است. جدیدترین کتاب ویلسون دوبرادر؛ زندگی و زمانه بابی و جکی چارلتون نام دارد که در سال ۲۰۲۲ منتشر شده است. او همچنین سردبیر فصلنامهٔ The Blizzard است.
فهرست کتاب ها
• آنسوی دیوار؛ سفر به فوتبال اروپای شرقی (۲۰۰۶)
• ساندرلند؛ تحول یک باشگاه (۲۰۰۷)
• واژگونی هرم؛ تاریخ تاکتیک های فوتبال (۲۰۰۸)
• کالبدشکافی تیم ملی انگلیس (۲۰۱۰)
• برایان کلاف؛ کسی هرگز نگفت متشکرم (۲۰۱۱)
• غریبه ها؛ تاریخ دروازبانی در فوتبال (۲۰۱۲)
• کالبدشکافی لیورپول (۲۰۱۳)
• فرشتگانی با صورت های کثیف؛ تاریخ فوتبالی کشور آرژانتین (۲۰۱۶)
• کالبدشکافی منچستر یونایتد؛ تاریخ یک باشگاه در ۱۰ مسابقه (۲۰۱۷)
•  میراث بارسلونا؛ گواردیولا، مورینیو و جنگ بر سر روح فوتبال (۲۰۱۸)
• نام هایی که مدتها پیش شنیده می شد؛ چگونه نسل طلایی مجارستان فوتبال مدرن را شکل داد (۲۰۱۹)
• دو برادر؛ زندگی و زمانه بابی و جکی چارلتون (۲۰۲۲)